# Sophie Alberti
Mathilde Elise Sophie Alberti (19 de septiembre de 1846 – 17 de junio de 1947) fue una activista pionera en la defensa de los derechos de las mujeres en Dinamarca y participante destacada de Kvindelig Læseforening (Asociación de Mujeres Lectoras), que contaba con unas 4600 inscritas en el año 1919.

## Biografía
Alberti nació el 19 de septiembre de 1846 en Copenhague, hija del procurador del tribunal supremo y Venstre político, Carl Christian Alberti (1814–90), y de Albertine Sophie Frederikke Westergaard (1814 –1901). Fue la mayor de cuatro hermanos. Su hermano Peter Adler Alberti es conocido por instigar el escándalo Alberti en 1908.
Durante su vida, estuvo muy unida a sus padres y vivió con ellos hasta que fallecieron. Cuando tenía 16 años, se trasladó a París en un viaje de estudios con su amiga Tagea Rovsing. Ambas promovían activamente el derecho de las mujeres a estudiar y seguían los debates parlamentarios sobre el derecho de las amas de casa a recibir un salario. Se unió a la Asociación de Mujeres Lectoras dos años después de que fuera fundada por Rovsing y Sophie Petersen en 1872.